# Pokaždé (album)
Pokaždé je album zpěváka Karla Gotta z roku 2002.

## Seznam skladeb
| Pořadí | Název                             | Délka |
| ------ | --------------------------------- | ----- |
| 1.     | Pokaždé                           | 3:43  |
| 2.     | Jestli já tě budu mít rád         | 3:52  |
| 3.     | Isabel                            | 4:21  |
| 4.     | Jako James Bond                   | 3:44  |
| 5.     | V zákoutích tvých promenád        | 4:13  |
| 6.     | Náhodou                           | 3:20  |
| 7.     | Stíny dvou                        | 3:06  |
| 8.     | Už vítr to svál                   | 3:28  |
| 9.     | V zahradě snů                     | 3:47  |
| 10.    | Tancuj Karolíno                   | 3:43  |
| 11.    | Vím, jak dá se žít                | 3:34  |
| 12.    | Ve tvých zátokách                 | 4:07  |
| 13.    | Tak jdem (s Helenou Vondráčkovou) | 3:09  |

## Hudební aranžmá
1. Pokaždé (autor: L. Wronka, text: P. Šiška)
2. Jestli já tě budu mít rád (autor: K. Gott, text: E. Krečmar)
3. Isabel (autor: K, Gott, text: H. Sorrosová)
4. Jako James Bond (autor: O. Hejma, text: O. Hejma)
5. V zákoutí tvých promenád (autor: L. Wronka, text: P. Šiška)
6. Náhodou (autor: Š. Kalousek, text: M. Švejda)
7. Stíny dvou (autor: Š. Kalousek, text: M. Švejda)
8. Už vítr to svál (autor: K. Gott, text: E. Krečmar)
9. V zahradě snů (autor: J. Čapek, text: M. Kuželka)
10. Tancuj Karolíno (autor: L. Wronka, text: P. Šiška)
11. Vím, jak dá se žít (autor: Š. Kalousek, text: M. Švejda)
12. Ve tvých zátokách (autor: L. Wronka, text: P. Šiška)
13. Tak jdem (autor: M. David, text: J. Rolincová)